# Bobby Locke
Arthur D'Arcy "Bobby" Locke (Germiston, 20 de novembro de 1917 - 9 de março de 1987) foi um golfista profissional sul-africano. Vencedor de quatro vezes do British Open de Golfe na carreira. além de nove campeonatos sul-africanos. sete PGA sul-africanos e 15 torneios PGA

## Torneios Major

### vitórias (4)
| Anor | Campeonato                | Resultado            | Margem    | Vice-campeão       |
| ---- | ------------------------- | -------------------- | --------- | ------------------ |
| 1949 | The Open Championship     | −5 (69-76-68-70=283) | Playoff 1 | Harry Bradshaw     |
| 1950 | The Open Championship (2) | −9 (69-72-70-68=279) | 2 tacadas | Roberto De Vicenzo |
| 1952 | The Open Championship (3) | −1 (69-71-74-73=287) | 1 tacada  | Peter Thomson      |
| 1957 | The Open Championship (4) | −9 (69-72-68-70=279) | 3 tacadas | Peter Thomson      |